# Haneen Ibrahim
Haneen Sami Bashir Ibrahim, född 29 juni 2000, är en sudanesisk simmare.
Ibrahim tävlade för Sudan vid olympiska sommarspelen 2016 i Rio de Janeiro, där hon blev utslagen i försöksheatet på 50 meter frisim. Vid olympiska sommarspelen 2020 i Tokyo slutade Ibrahim på 80:e plats på 50 meter frisim och blev utslagen i försöksheatet.